# Palazzo Lottini
Palazzo Lottini è un edificio storico di Firenze, situato in via Isola delle Stinche 3, angolo via della Vigna Vecchia, affacciato su piazza San Simone.

## Storia e descrizione
L'edificio presenta un disegno d'insieme che riconduce la costruzione al tardo Quattrocento o agli inizi del Cinquecento, seppure con aggiunte e modifiche successive. Walther Limburger, che data decisamente la costruzione al Quattrocento, segnala "un inizio di scala molto bello". Così, invece, Marcello Jacorossi: "Elegante edificio di puro carattere fiorentino di due piani rialzati con cornici di ricorso di pietra e finestre centinate: quelle del primo piano hanno i pietrami modinati. La porta sul mezzo tondo è adorna di bozze di macigno ed ha, ai lati, due piccole finestre rettangolari con cornici modinate. Un terzo piano sottotetto presenta piccoli occhi circolari con cornici di pietra".
Sulla cantonata è uno scudo, impreziosito da nastri svolazzanti, oramai abraso e poco leggibile, che la letteratura segnala come riconducibile alla famiglia Lottini. Sulla facciata principale, che guarda alla piazza di San Simone, una lapide ricorda come qui lo scultore Giovanni Duprè modellasse il suo Abele morente.
| FU QUI L'UMILE STANZA OVE L'OSCURO INTAGLIATORE GIOVANNI DUPRÉ CON LA INDOMITA FORZA DEL VOLERE VINCENDO LE AVVERSITÀ DELLA INDIGENZA SOVVENUTO DI SCARSO IMPLORATO SUSSIDIO POTÉ COMPIERE NELLA CRETA IL SUO PRIMO CAPOLAVORO L'ABELE MORENTE RIVELANDOSI GIÀ DEGNO DI UN NOME CHE DURERÀ QUANTO IL MONDO LONTANO |

Sempre in questa casa, tra il 1931 e il 1932, abitò lo scrittore Fernando Agnoletti.

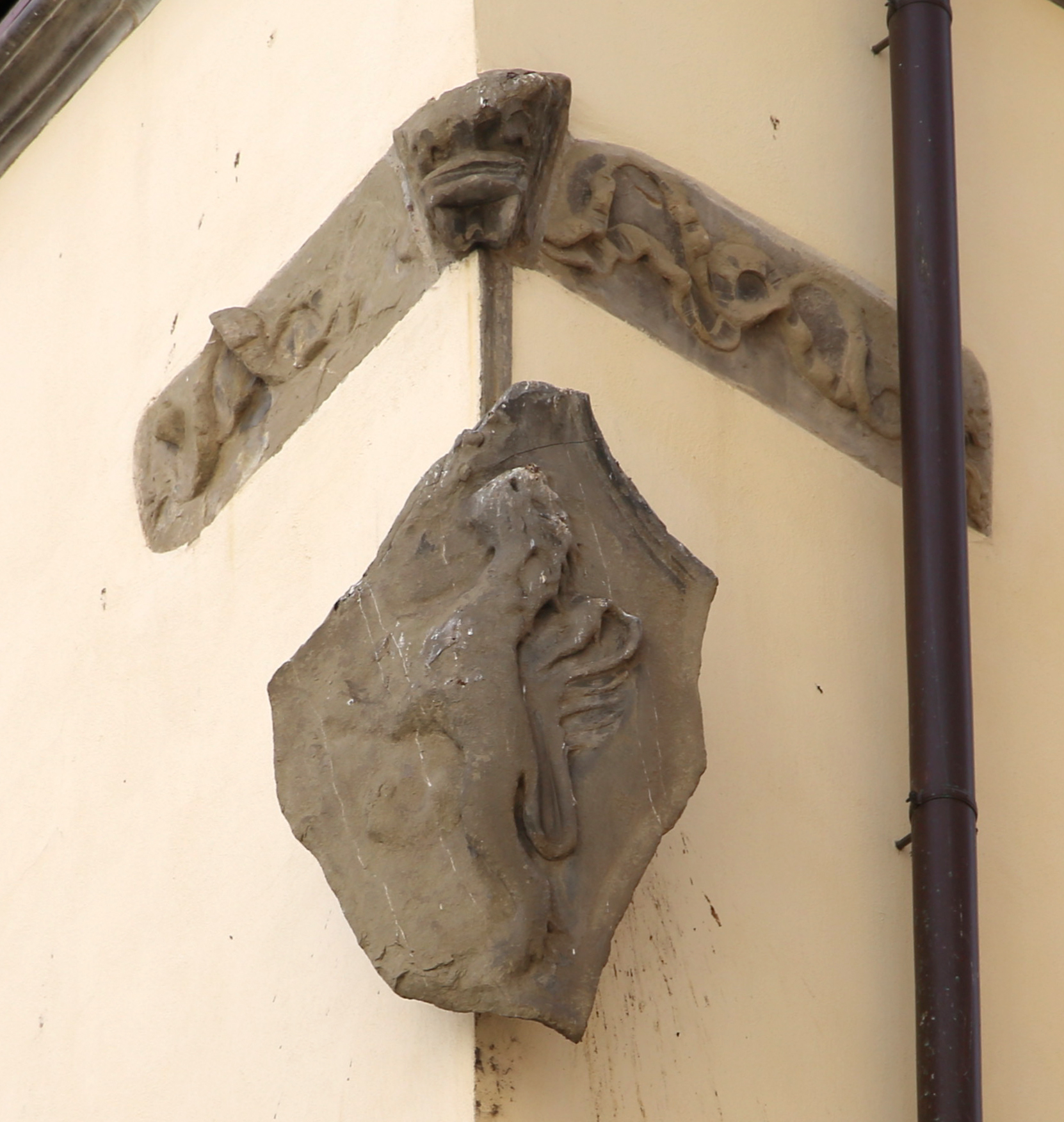
Stemma Lottini

Al piano terra ha qui sede la storica Gelateria Vivoli, dove si vede anche un'antica buchetta del Vino che ancora mette in comunicazione con l'interno del fondo.